# Жирятинская волость (Брянская губерния)
Жиря́тинская волость — административно-территориальная единица в составе Бежицкого уезда Брянской губернии, существовавшая в 1924—1929 годах.
Центр — село Жирятино.

## История
Волость образована в 1924 году путём слияния Малфинской волости Трубчевского уезда и Кульневской волости Почепского уезда Брянской губернии с одновременной передачей их в состав Бежицкого уезда той же губернии.
В 1929 году, с введением районного деления, волость была упразднена, а на её территориальной основе был сформирован Жирятинский район Брянского округа Западной области (ныне входит в состав Брянской области).

## Административное деление
По состоянию на 1 января 1928 года, Жирятинская волость включала в себя следующие сельсоветы: Бойтичский, Высокский, Граборовский, Жирятинский, Издежичский, Ишовский, Карповский, Кашовский, Княвичский, Княжичский, Кульневский, Малфинский, Морачевский, Орменский, Рубчанский, Савлуковский, Свинцовский.